# Albert de Dietrich
Albert de Dietrich, voller Name Albert Louis Eugène de Dietrich, (* 26. August 1861 in Jaegerthal (Elsass); † 25. April 1956 in Paris) war ein französischer Ingenieur, Unternehmer, Maler, Schriftsteller und Sammler. Er war Mitglied der Familie De Dietrich.

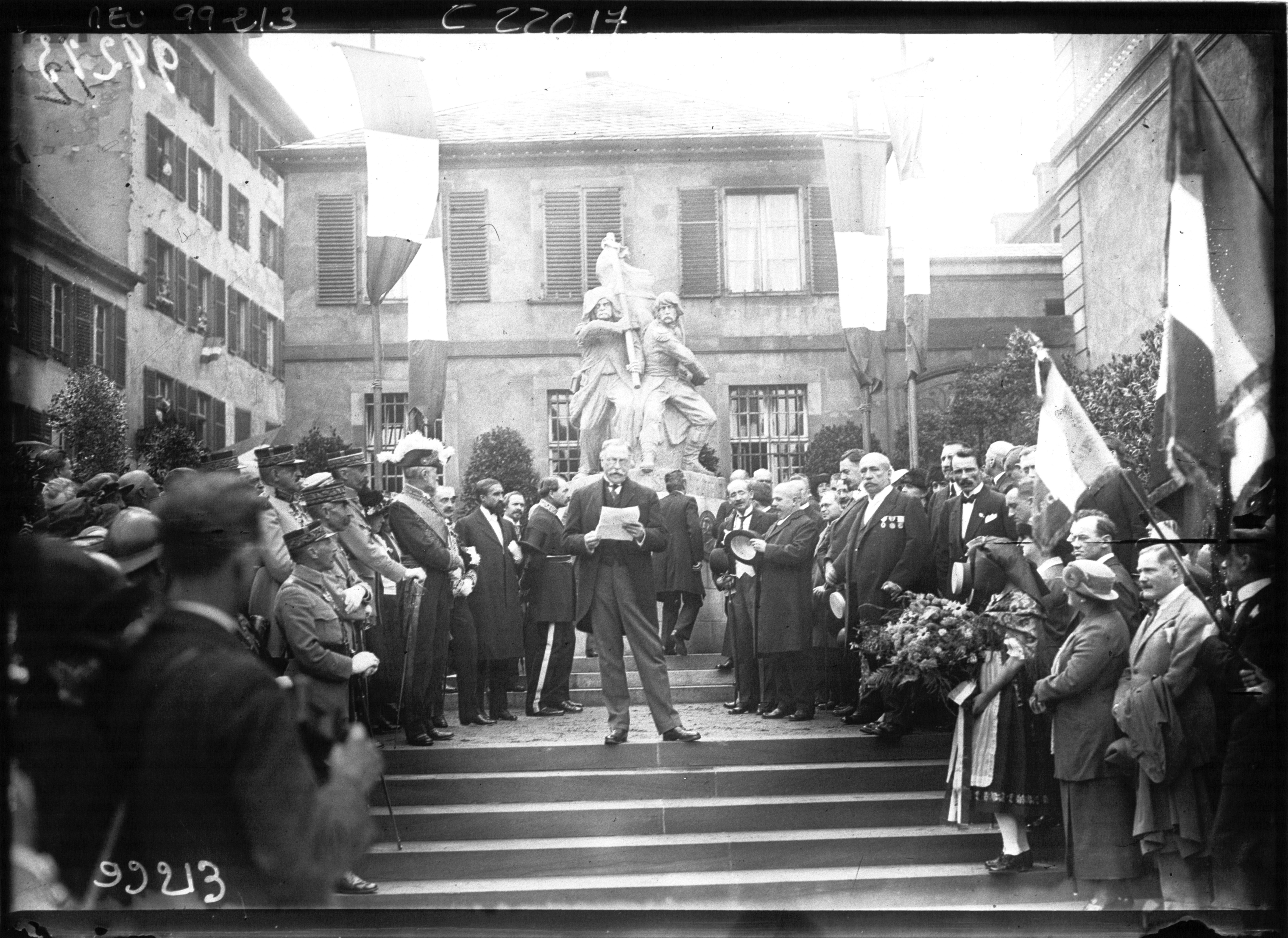
Einweihung des Denkmals für die Marseillaise in Strasbourg 1922

## Leben

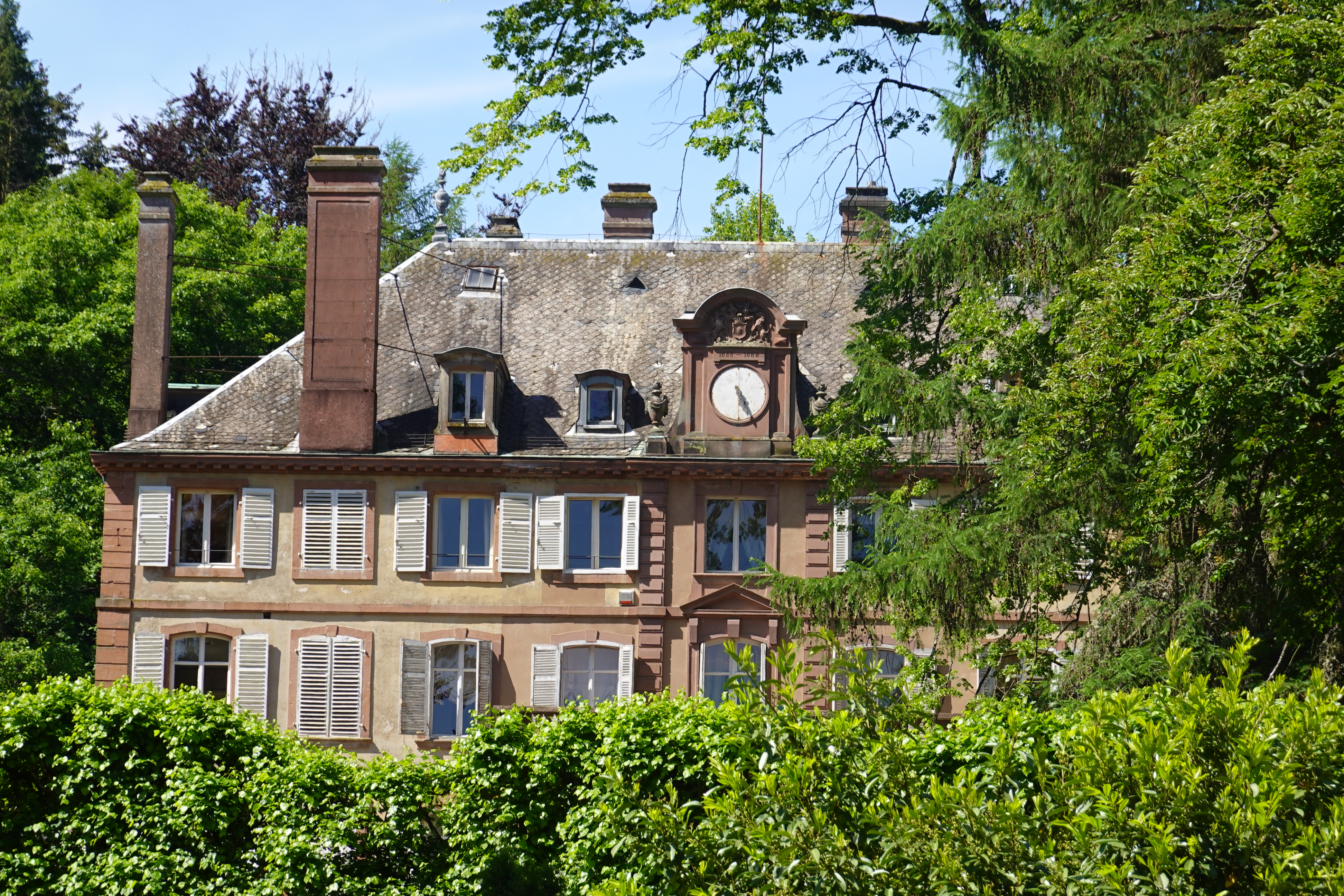
Jaegerthal Schloss De Dietrich

Albert de Dietrich wurde im Stammsitz der Familie De Dietrich in Jaegerthal geboren. Er war Kind von Sophie Louise Amélie Euphrosine de Dietrich, geborene van der Thann-Rathsamhausen (1825–1890) und Albert Frédéric Guillaume de Dietrich (1831–1909). Mit neun Jahren beobachtete er die Schlacht bei Wörth von der Ruine der Wasenburg aus, wohin sein Vater ihn und seine Brüder in Sicherheit gebracht hatte. Dieses Erlebnis prägte ihn sein Leben lang. Er studierte an der École centrale des mines, heute Mines ParisTech. Schon mit 17 Jahren nahm er an den Vorstandssitzungen seiner Familie teil. Nach dem Studium optierte er für die französische Staatsbürgerschaft, die er 1892 erhielt. Sein Vater leitete weiterhin die jetzt deutsche Firma im Elsass. (Hinweis: von 1871 bis 1918 war das Elsass vom Deutschen Reich annektiert, die Bewohner mussten sich für die deutsche oder französische Staatsbürgerschaft entscheiden, die sogenannte „Option“.)
Danach musste er das Elsass und seine Familie verlassen, er reiste nach Südamerika, wo er die Firma De Dietrich vertrat. Er war am Bau einer Eisenbahnlinie durch die Atacama-Wüste, von Antofagasta in Chile nach Augusta Victoria in Bolivien, beteiligt. Dort begann er mit dem Sammeln von archäologischen Objekten, die er später dem Musée de l’Homme in Paris stiftete. 1892 kehrte er nach Paris zurück und heiratete am 5. November desselben Jahres Marie Louise Lucie Hottinguer (1870–1961), deren Vater Direktor der Banque de France war. Er zog sich vom Berufsleben zurück und lebte von seinem Vermögen.
Er vertrat aber weiterhin die Interessen der Aktionäre im Aufsichtsrat der Firma De Dietrich und behielt zu diesem Zweck zwei Aktien zurück. Im Laufe seines Lebens war er im Aufsichtsrat einer Vielzahl von Firmen wie Minen, Salinen und Eisenbahnen. Er zog mehrmals in Paris und Umgebung um. 1896 erwarb er das ehemalige Kloster Saint-Léonard in Bœrsch im Elsass, heute unter dem Namen Domaine de la Léonardsau bekannt.

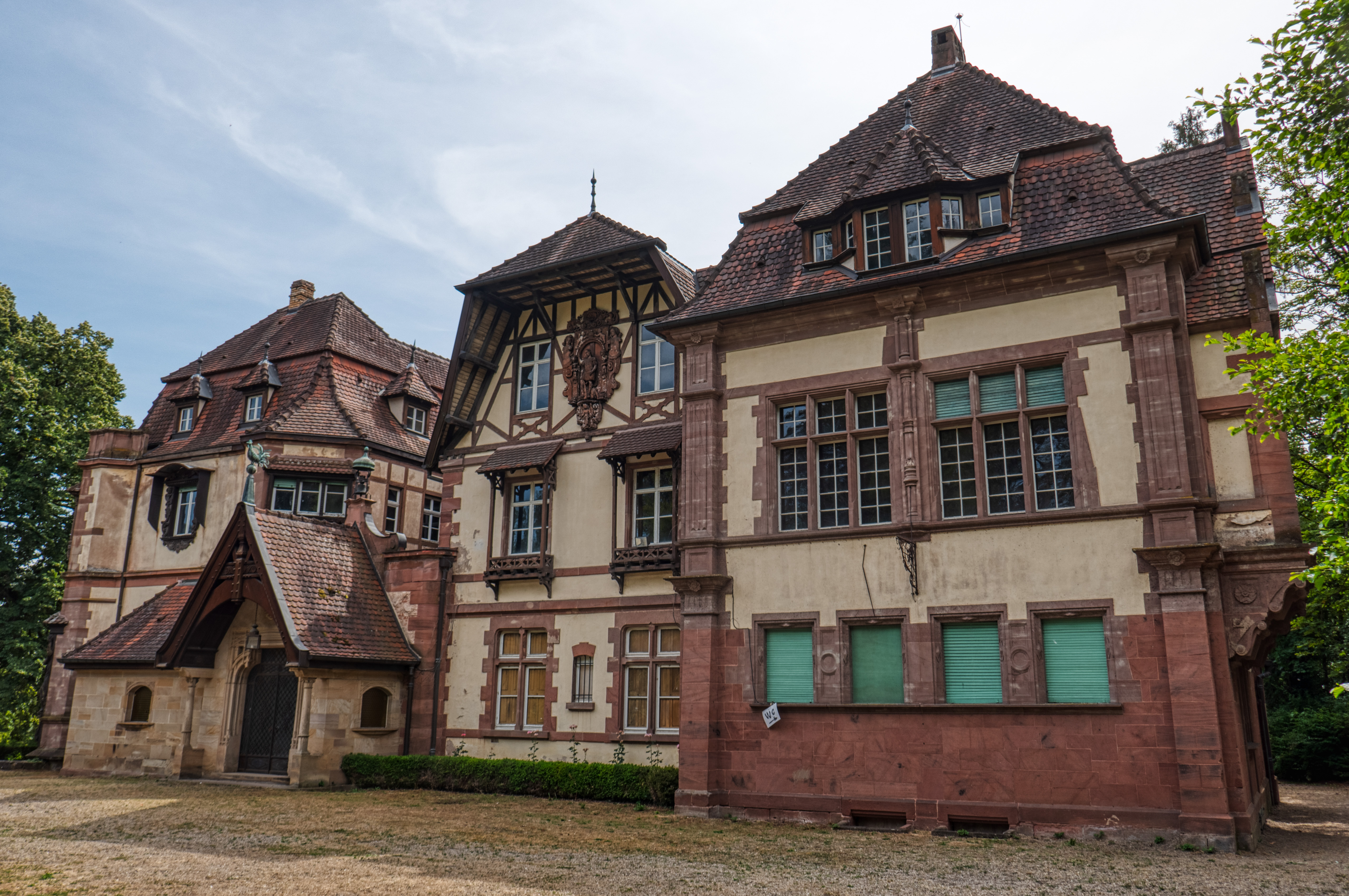
Domaine de la Leonardsau

Er ließ das Anwesen durch den Architekten Louis Feine (1868–1949), den Landschaftsgärtner Édouard André und den Innenarchitekten Charles Spindler umbauen. Es diente dem Cercle de Saint-Léonard, einer französisch-freundlichen Vereinigung Elsässer Künstler, als Treffpunkt. Während des Ersten Weltkriegs arbeitete er als Dolmetscher für die französische Armee. Er begann, kleine Propagandaschriften zu verfassen, die das französische Erbe des Elsass feierten. Einige sind in der Bibliothèque nationale de France archiviert.
Nach dem Krieg ließ er sich Villen in Strasbourg und in Cannes im Art-déco-Stil bauen. Er widmete seine Zeit dem Sammeln und der Erhaltung des kulturellen Erbes des Elsass. 1922 eröffnete er in Strasbourg ein Denkmal zur Erinnerung an die Marseillaise, die unter der Herrschaft seines Vorfahrens Friedrich von Dietrich in Strasbourg entstanden war. Zu Beginn des Zweiten Weltkriegs bereits 80 Jahre alt, versuchte er während des Kriegs Kulturgüter vor der Zerstörung zu retten.

## Sammlungen
Die erste Sammlung entstand während seines Aufenthalts in Südamerika. Die Objekte werden heute im Musée du quai Branly und verschiedenen Museen in Strasbourg ausgestellt. Im Elsass sammelte er zuerst Objekte aus der Geschichte der Familie De Dietrich, meist aus ihrem „goldenen“ Zeitalter, dem 18. und Anfang des 19. Jahrhunderts. Diese stiftete er oder seine Nachkommen verschiedenen Museen in Strasbourg oder dem Familien-Museum in Reichshoffen. Schließlich erwarb er eine große Sammlung ostasiatischer, größtenteils chinesischer Kunst, zusammen mit der Kunsthändlerin Florine Langweil. Viele davon findet man heute im Musée des Arts décoratifs de Strasbourg. Auch sein Gut Léonardsau war damit geschmückt.